# Tiergarten
För stadsdelen i Berlin, se Tiergarten (stadsdel).

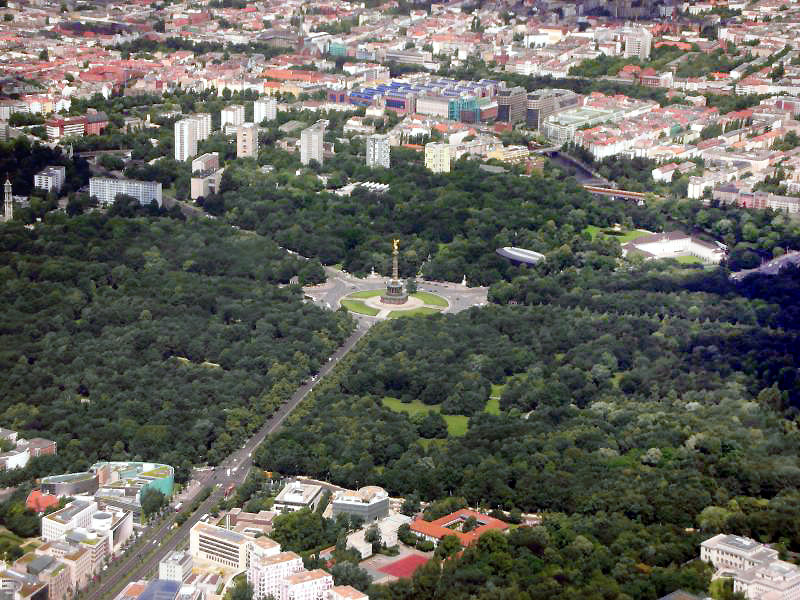
Parken Tiergarten i centrala Berlin med monumentet Siegessäule.

Tiergarten eller  Großer Tiergarten är en stor stadspark i stadsdelen Tiergarten i centrala Berlin. Parken har en yta på 210 hektar (2,1 km²) och angränsar till Brandenburger Tor, här ligger även Reichstag. Tiergarten betyder djurgård (djurpark) på tyska.
I Tiergarten återfinns bland annat De nordiska ambassaderna i Berlin och Schloss Bellevue. Strasse des 17. Juni går igenom Tiergarten upp mot Brandenburger Tor och i centrum finns Großer Stern med monumentet samt turistattraktionen Siegessäule. I Tiergarten finns bland annat en engelsk park (Englischer Garten) med teservering.
Under 1600-talet skapades i kurfurstarnas inhägnade jaktrevir flera rastplatser och breda alléer. Åtta av dessa alléer mötas vid Großer Stern. Andra delar som finns kvar från senbarocken är Floraplatz med en guldfiskdamm samt Venusbassängen. Årets 1792 utformades under ledning av trädgårdsmästaren Justus Ehrenreich Sello den yngre en ny areal (Neue Partie) med konstgjorda insjöar. Stort inflytande hade landskapsarkitekten Peter Joseph Lenné som anlade mellan 1833 och 1838 en klassisk landskapspark. Under Nationalsocialismen fanns planer att göra alléerna betydlig bredare och uppföra flera byggnader vid alléerna. På grund av andra världskriget blev endast en allée (Strasse des 17. Juni) bredare. Under bombningar vid slutet av kriget blev stora delar av parken förstörd.
Kort efter andra världskriget användes stora delar av parken som trädgård. Här odlades grönsaker för Berlins hungriga befolkning. Borgmästaren Ernst Reuter betraktade de fällda träden i Tiergarten som ett sår i staden och han gav påbudet att 25 000 träd skulle planteras. Omgestaltningen av parken skedde under ledning av trädgårdsmästaren Willy Alverdes.
I Tiergarten ligger tunnelbanestation Bundestag samt Tiergarten station och Bellevue station som är järnvägsstationer för Berlins pendeltåg (S-bahn). Även Siegesallee hör hit.
Tiergarten är också känt för Berlin Love Parade som hölls här mellan 1996 och 2003 samt 2006. Ursprungligen skapades Tiergarten som jaktmark för Brandenburgs kurfurstar och Preussens kungar men omvandlades senare till en park för berlinarna. Under sommaren är parken särskilt populär med bland annat grillning.

## Bilder

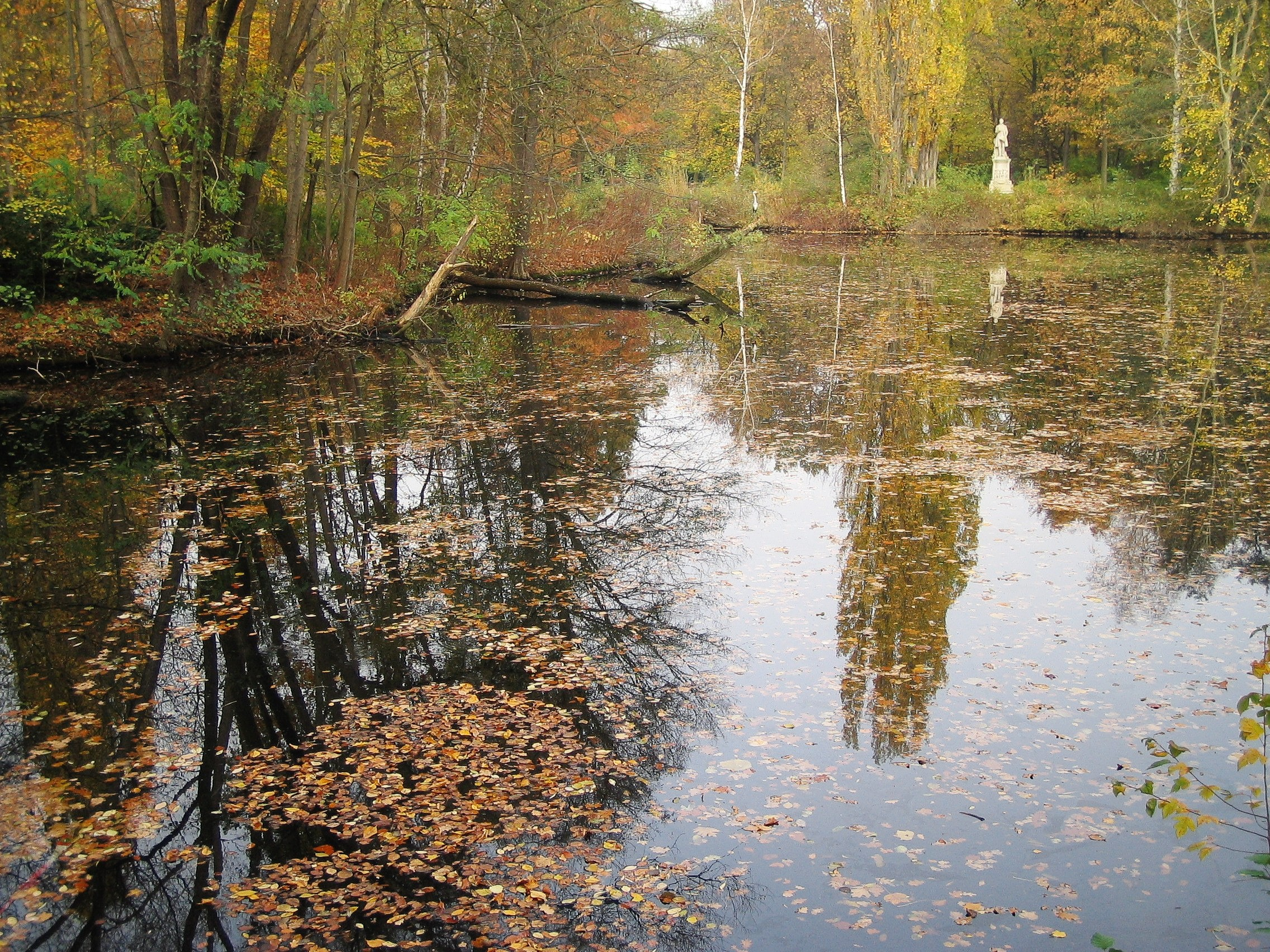
"Neue Partie"-dammen.
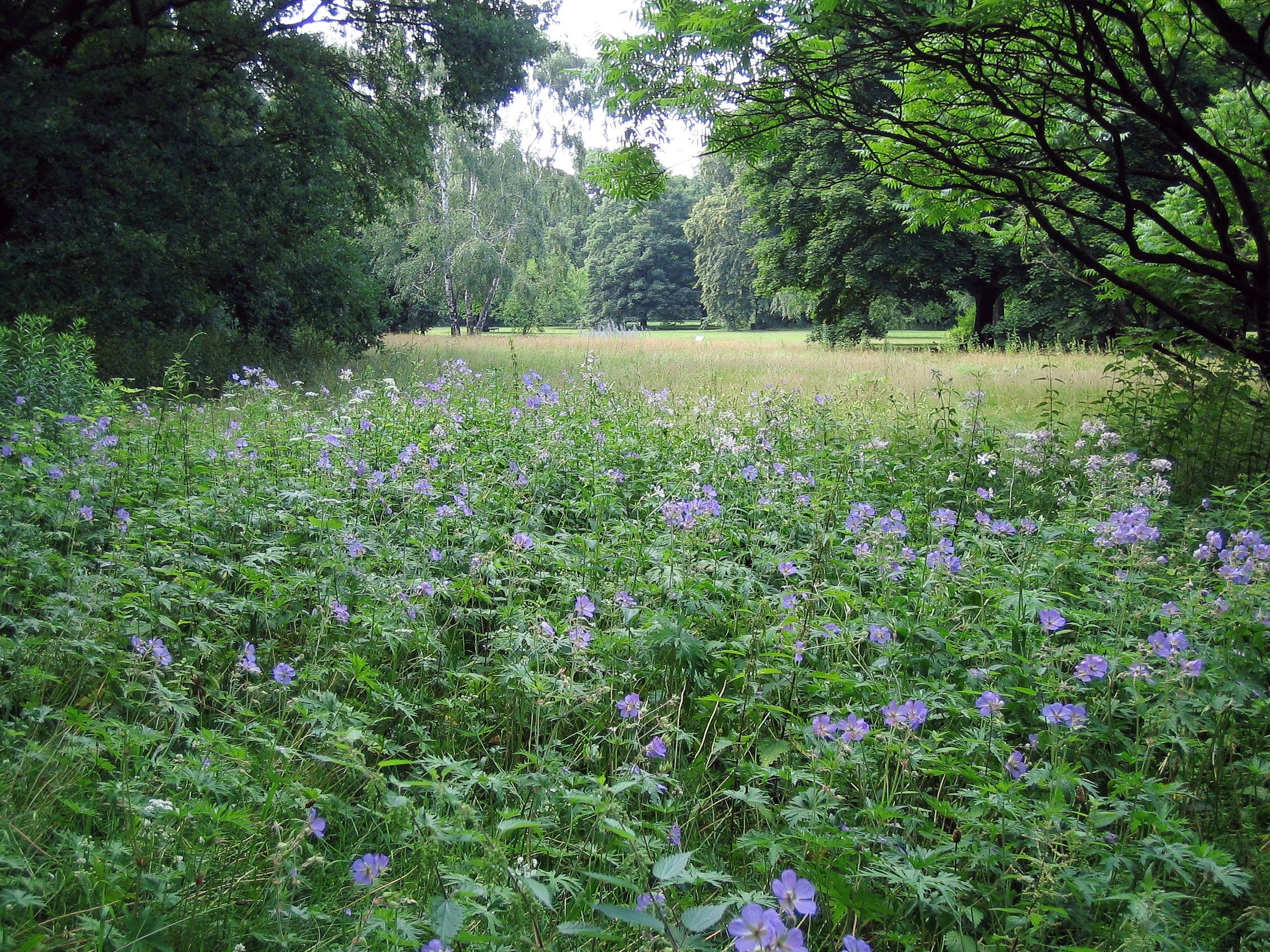
Naturlig omgivning vid "Langgraswiese".
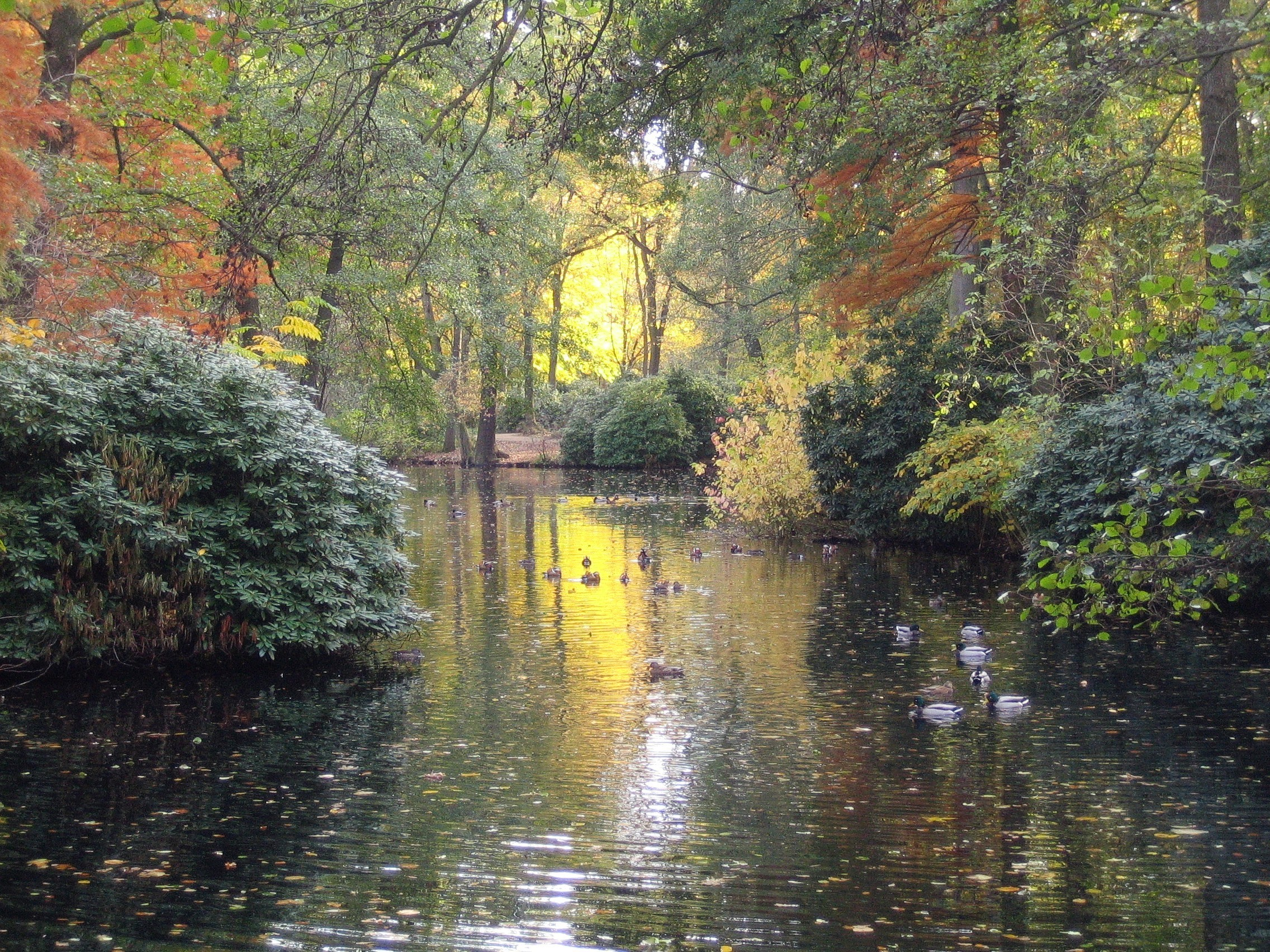
En liten flod på hösten.
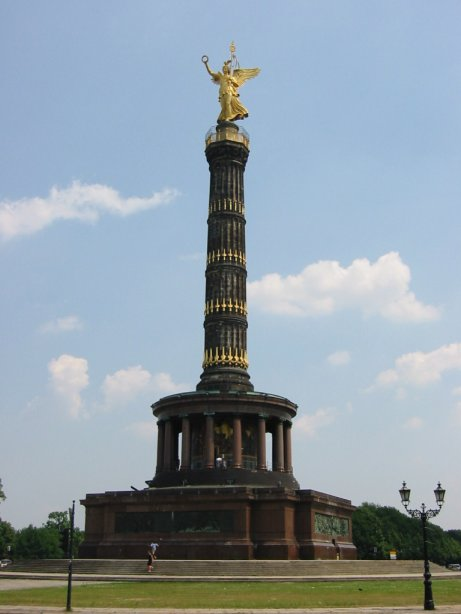
Siegessäule.